# Döttingen
Döttingen (toponimo tedesco; fino al XIX secolo anche Grossdöttingen) è un comune svizzero di 3 885 abitanti del Canton Argovia, nel distretto di Zurzach.

## Monumenti e luoghi d'interesse
- Chiesa cattolica di San Giovanni, eretta nel 1961 da Hermann Baur[1].

## Società

### Evoluzione demografica
L'evoluzione demografica è riportata nella seguente tabella:
Abitanti censiti

## Economia

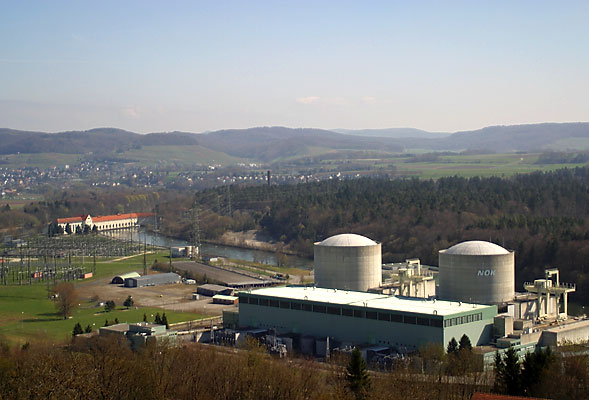
La centrale nucleare di Beznau

A Döttingen sorge la centrale nucleare di Beznau.

## Infrastrutture e trasporti

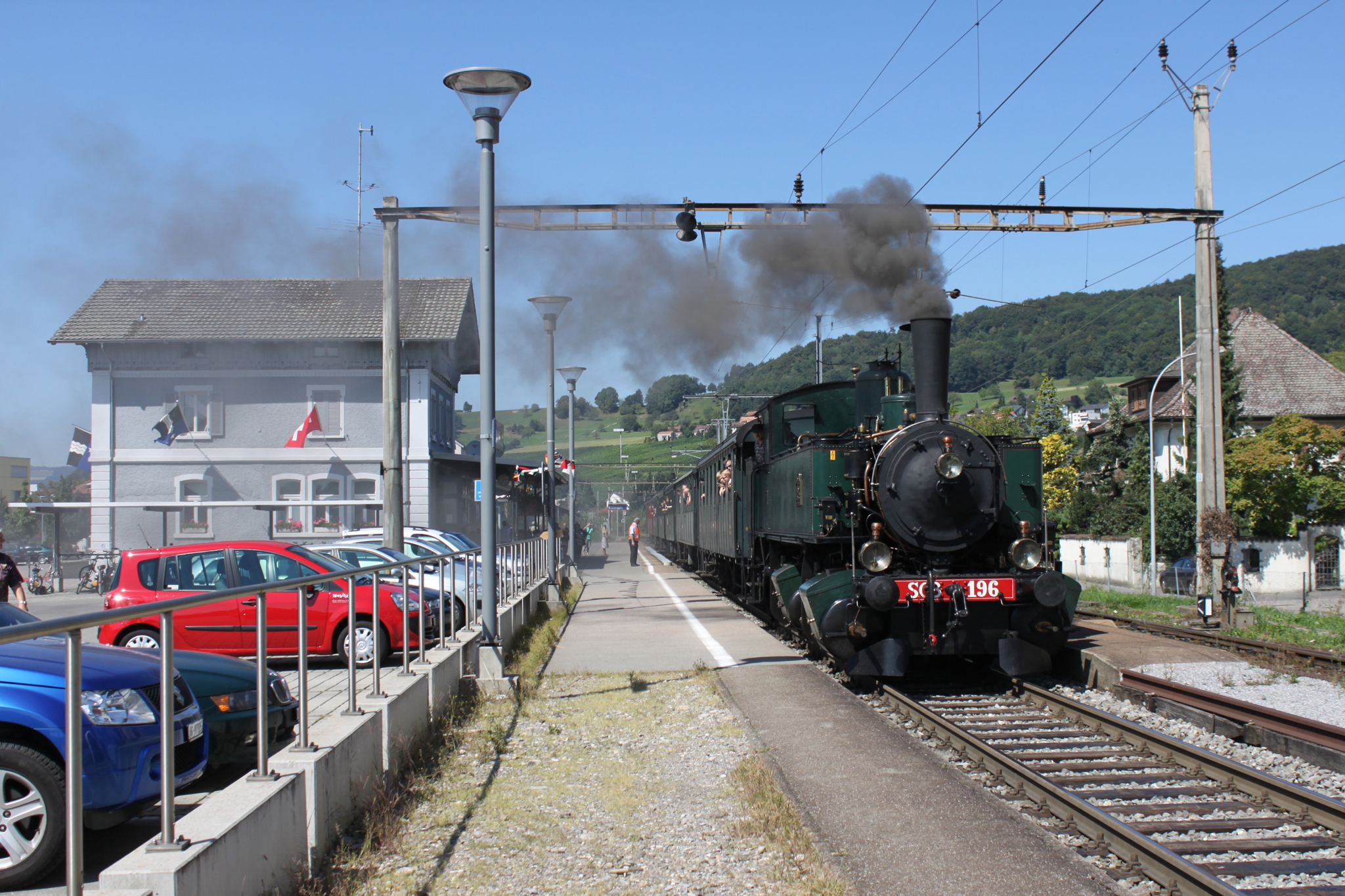
La stazione di Döttingen

Döttingen è servito dall'omonima stazione sulla ferrovia Turgi-Koblenz-Waldshut.

## Amministrazione
Ogni famiglia originaria del luogo fa parte del cosiddetto comune patriziale e ha la responsabilità della manutenzione di ogni bene ricadente all'interno dei confini del comune.